# Ян Черски
Ян Черски (на полски: Jan Czerski; на руски: Иван Дементьевич Черский / Ян Доминикович Черский; на беларуски: Ян Дамінікавіч Чэрскі) е полски геолог и палеонтолог на руска служба, изследовател на Сибир, участник в Януарското въстание.

## Произход и младежки години (1845 – 1873)
Роден е на 3 май 1845 година (стар стил) в родовото имение Сволна във Витебска губерния в семейство на благородници. Когато е последна година в Университета във Вилнюс, взима участие в Полското въстание от 1863, заради което е изпратен на заточение в Сибир и зачислен на срочна военна служба като редник в Омския линеен батальон. Под влияние на своя земляк (също заточеник) Александър Чекановски, с когото се запознава в Сибир, се заема сериозно с изучаване на геология и палеонтология и през 1863 – 1864 г. извършва първите си полеви изследвания в района на Омск.
През 1869 г. е освободен от военна служба, но остава да живее в Сибир, след като му е забранено да се върне и да продължи образованието си. Живее в Иркутск 15 години и работи в Източносибирския отдел на Руското императорско географско дружество.

## Експедиционна и научна дейност (1873 – 1892)
През 1873 – 1875 г. провежда геоложки изследвания в Източни Саяни, Кузнецки Алатау и бреговете на езерото Байкал. През 1877 г. публикува предварителните си отчети „О результатах исследования озера Байкал“, СПБ, 1886 /Записки Русского геогр. об-ва, т. 15, № 3/ за изследването на бреговете на Байкал, позволяващи, по мнението на Сергей Обручев, да се счита за един от основоположниците на геоморфологията. Съставя първата геоложка карта на бреговете на езерото.
От 1877 до 1881 г. детайлно изследва геологията на бреговете на езерото Байкал, Източни Саяни, хребетите Хамар-Дабан, Приангарски и др. През 1881 – 1882 г. изследва басейна на река Селенга и горното течение Долна Тунгуска.
През 1878 г. се жени за сибирячката Марфа Иванова, а през 1883 руското правителство го помилва официално и му връща дворянската титла.
На базата на извършената нивелация през 1875 – 1876 г. и на собствените си наблюдения и изследвания, през 1885 Черски прави първото поделяне на Западен Сибир на две части: от Байкал до Об – плоско възвишение, от Об до Урал – Западносибирска равнина (названието е предложено от него).
През 1886 г. се разболява сериозно от туберкулоза и му е разрешено да замине за Санкт Петербург, където да се лекува. Същата година издава обемистия си труд „К геологии внутренней Азии“, в кн.: „Труды Санкт-Петербургского общества естествоиспытателей“, т. 17, в. 2, СПБ, 1886, който става един от първите наръчници по геология на Сибир.
По назначение на Руската академия оглавява експедиция за изследване района на реките Колима и Индигирка. Заедно с него в експедицията участват жена му в качеството си на зоолог и 12-годишния му син. По време на експедицията успява да събере и каталогизира над 2500 кости на животни. През 1888 г. издава обемистия труд „Описание на бозайниците, събрани по време на Новосибирската експедиция“.
През 1891 достигна до Оймякон, изследва Оймяконското плато (до 2000 м), продължава на североизток, пресича хребета Тас-Кистабит (открит от него, 175 км, 2341 м) и Нерската котловина. Продължава на североизток, открива и пресича хребетите Улахан-Чистай (3147 м) и Момски (470 км, 2533 м), като по този начин открива вододела между горните течения на Индигирка и Колима и на 28 август достига до Верхнеколимск, където зимува.
През юни 1892 започва спускане по Колима, извършва геоложки изследвания на бреговете ѝ, достига до устието на десния ѝ приток река Омолон, където на 25 юни 1892 г. (стар стил) умира и е погребан на брега на река Омолон.

## Памет
Неговото име носят:
- връх Черски (55°04′ с. ш. 108°41′ и. д. / 55.066667° с. ш. 108.683333° и. д., 2588 м), в Байкалския хребет, западно от езерото Байкал;
- връх Черски (51°31′ с. ш. 103°38′ и. д. / 51.516667° с. ш. 103.633333° и. д., 2090 м), в хребета Хамар-Дабан, югозападно от езерото Байкал;
- Черски хребет (60° – 70° с.ш., 135° – 152°, 3003 м), в Североизточен Сибир, (Якутия);
- Черски хребет (50° – 54° 30, с.ш., 110° – 117°, 2109 м), в Забайкалски край, Русия;
- селище от градски тип Черски (68°45′ с. ш. 161°20′ и. д. / 68.75° с. ш. 161.333333° и. д.), на река Колима, в североизточната част на Якутия;
- улица „Ян Черски“, във Вилнюс, Иркутск и Москва.